# Mesua stylosa

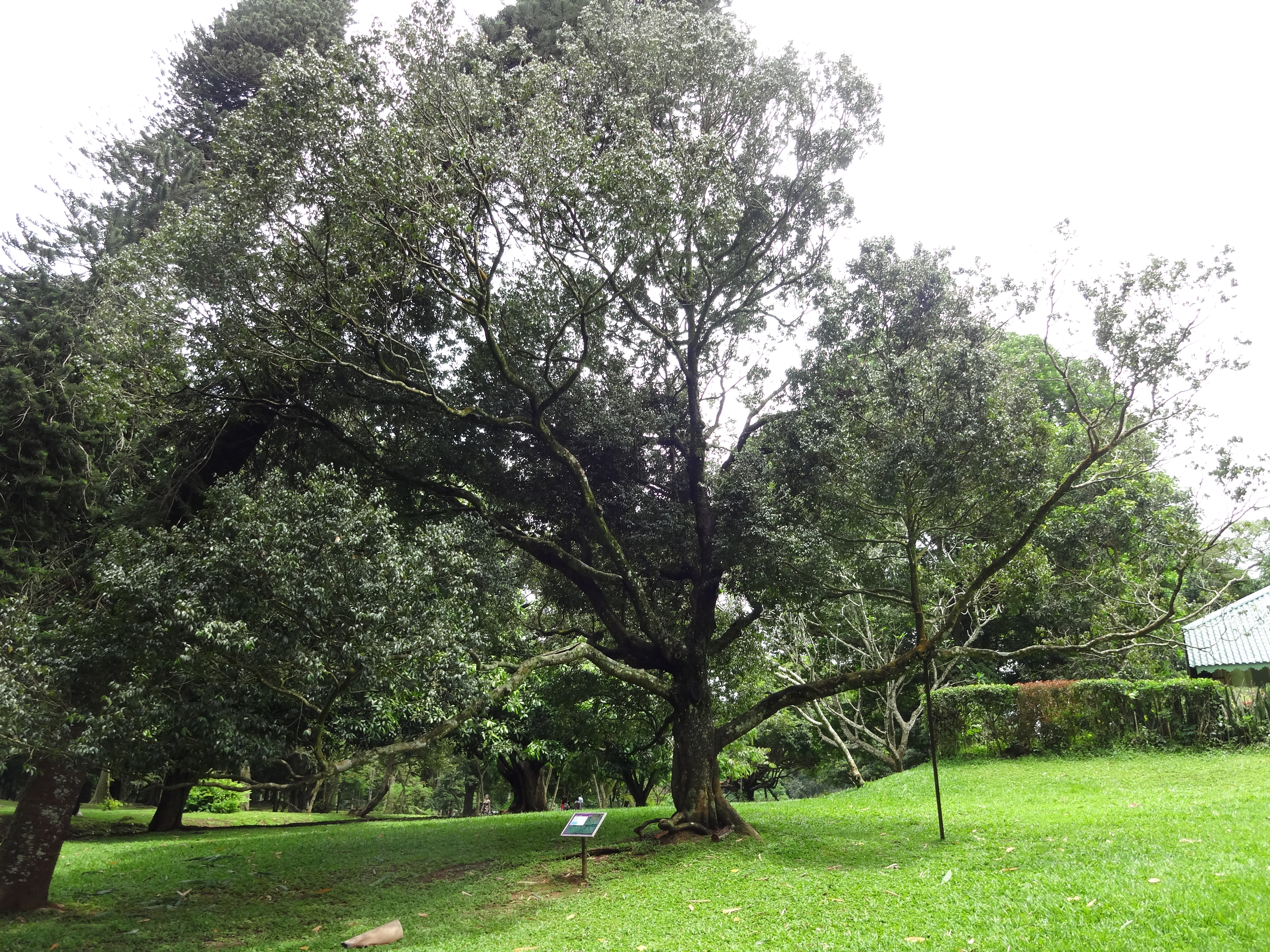
Mesua stylosa in the Botanical Garden of Perdenyia

Mesua stylosa är en tvåhjärtbladig växtart som först beskrevs av Thw., och fick sitt nu gällande namn av André Joseph Guillaume Henri Kostermans. Mesua stylosa ingår i släktet Mesua och familjen Calophyllaceae. Inga underarter finns listade i Catalogue of Life.